# Akhtamar Planitia
L'Akhtamar Planitia è una struttura geologica della superficie di Venere.